# 马纯济
马纯济（1953年—），山东章丘人，汉族，中华人民共和国政治人物、第十一届全国人民代表大会山东地区代表。
毕业于中央党校函授学院经济管理专业，是中共党员。担任中国重型汽车集团公司董事长。2008年起担任全国人大代表。